# Tribonyx ventralis
Tribonyx ventralis là một loài chim trong họ Rallidae.